# Jean-François Dreux du Radier
Jean-François Dreux du Radier (ur. 1714, zm. 1780), francuski adwokat, poeta, historyk. Autor wielu dzieł.

## Dzieła
- Bibliothèque historique et critique du Poitou, 1754
- Tablettes historiques et anecdotiques des rois de France, 1759
- Histoire des Fous en titre d'office, 1767
- Mémoires historiques des reines et régentes de France, 1763–1776.